# Cliff Stoudt
Clifford Lewis Stoudt (27 de março de 1955, Oberlin, Ohio) é um ex-jogador profissional de futebol americano estadunidense que atuavav na posição de quarterback pelo Pittsburgh Steelers na NFL e pelo Birmingham Stallions na USFL. Cliff foi campeão da temporada de 1978 da National Football League pelos Steelers como reserva do QB Terry Bradshaw.